# Мітюров Борис Никифорович
Бори́с Ники́форович Мітюро́в (16 (29) травня 1910, станиця Урупська, РІ — 7 жовтня 2007, Рівне, Україна) — педагог, доктор педагогічних наук (1970), професор (1971), учасник Другої світової війни, має державні та бойові нагороди СРСР.

## Біографічні дані
Народився 16 (29) травня 1910 року в станиці Урупській (нині Краснодарський край).
У 1937 році закінчив Ростовський педагогічний інститут. З 1928 року працював учителем.
З 1951 року працював у Львівському педагогічному інституті: з 1957 по 1960 рік — завідувач кафедри педагогіки.
З1960 по 1971 рік на посаді завідувача кафедри педагогіки Дрогобицького педагогічного інституту.
З 1971 по 1986 рік був завідувачем, з 1986 по 1994 рік — професор кафедри педагогіки Рівненського педагогічного інституту.
З 1994 по 2007 рік — професор кафедри педагогіки Міжнародного економіко-гуманітарного інституту.
Помер 7 жовтня 2007 року в Рівному.

## Наукова робота
Наукові дослідження: історія розвитку освіти, школи і педагогічної думки на Західній Україні; світова педагогічна думка.

### Основні праці
За ЕСУ:
- Педагогічна майстерність учителя. — К., 1966;
- Развитие педагогической мысли на Украине в ХVІ–ХVІІ вв. — К., 1968; 1985;
- Педагогічні ідеї Яна Амоса Коменського на Україні. — К., 1971;
- Антология педагогической мысли Древней Руси и Русского государства ХІV–ХVІІ вв. — М., 1985 (співавтор);
- Школа и народное образование на Ровенщине (1917–1945). — Р., 1988[1].